# François Hollande
François Gérard Georges Nicolas Hollande (Rouen, 12 d'agost de 1954) és un polític francès, president de la República Francesa i copríncep d'Andorra entre 2012 i 2017. També és exprimer secretari del Partit Socialista i exalcalde de Tulle (Corresa). La seva exparella, Ségolène Royal, és també dirigent socialista i fou candidata a les eleccions presidencials de 2007. Va ser designat candidat del Partit socialista francès i alhora del Partit radical d'esquerra per l'elecció presidencial francesa del 2012 a conseqüència d'una elecció primària, que va guanyar a la segona volta contra Martine Aubry, el 16 d'octubre de 2011.
El 6 de maig guanyà la segona volta amb prop del 52% de vots esdevenint així el 24è president de la República francesa i el segon president socialista de la Cinquena República Francesa.

## Biografia
François Hollande és el fill petit del doctor Georges Gustave Hollande, un metge otorrinolaringòleg i de Nicole Frédérique Marguerite Tribert, una treballadora social. El seu pare fou candidat en una llista d'extrema dreta a les eleccions municipals de Rouen el 1959 i el 1965. François Hollande va passar gran part de la seva infantesa a Bois-Guillaume, zona residencial als afores de la capital normanda, i va ser alumne a l'internat Jean-Baptiste-de-La-Salle de Rouen. Arran de les posicions polítiques del seu pare favorables a l'OAS i a la proximitat amb Jean-Louis Tixier-Vignancour la família hagué d'anar-se'n de la ciutat al primer trimestre del 1968. Després de vendre tots els béns i la clínica que tenia a la ciutat, el pare amb tota la família s'instal·là a Neuilly-sur-Seine, on s'inicià al comerç immobiliari.
François Hollande estudià al liceu Pasteur de Neuilly-sur-Seine, i després entrà a la Facultat de dret de París, on es llicencià en dret. Prosseguí els seus estudis a HEC de París i a l'Institut d'Estudis Polítics de París, on militava a l'UNEF-Renouveau, sindicat estudiant proper al Partit Comunista Francès. El 1980 va ser el 7è millor alumne de la promoció Voltaire de l'Escola Nacional d'Administració.
A finals des anys 1970, conegué la seva futura parella Ségolène Royal a l'ENA i després visqueren junts en unió lliure. Tenen quatre fills: Thomas (1984), Clémence (1986), Julien (1987) i Flora (1992).

### Carrera política
La seva implicació a l'esfera política començà quan estudiava a HEC i militava al sindicat estudiant l'UNEF, va presidir aleshores el comitè de suport a la candidatura de François Mitterrand. El 1979 es va adherir al Partit socialista francès.
Després François Hollande va ser auditor al Tribunal de Comptes de 1980 a 1981. La seva primera participació en les eleccions es feu durant les eleccions legislatives del juny de 1981 com a candidat a la tercera circonscripció de la Corrèsa, feu tradicional de Jacques Chirac.
De 1983 a 1984 va ser director de gabinet de dos portaveus del govern francès, Max Gallo i Roland Dumas. El 1984, fou triat com a conseller referendari al Tribunal de Comptes. A conseqüència de la desfeta del Partit Socialista a les eleccions legislatives del 1986, Claude Allègre l'integrà en el grup d'experts que dirigia per a assessorar Lionel Jospin.
El 1988 es presentà a les eleccions legislatives que seguiren l'arribada del socialista François Mitterrand a la presidència de l'estat, i fou elegit diputat de la primera circonscripció de la Corrèsa amb un 53% dels vots. Fou designat després secretari de la Comissió de Finances a l'Assemblea Nacional francesa.
Esdevingué president del Consell nacional consultatiu dels minusvàlids el desembre de 1992. El novembre de 1994 fou triat com a secretari nacional del Partit Socialista encarregat de les qüestions econòmiques.

### Primer Secretari del Partit Socialista
Després de l'èxit socialista a les eleccions legislatives franceses de 1997, i de l'accés de Lionel Jospin al càrrec de Primer Ministre de França, al novembre Hollande fou triat per a succeir-lo com a primer secretari del Partit Socialista.
Fou nomenat alcalde de Tula el 2001 al departament de la Corresa i a la regió de la Nova Aquitània, càrrec que exercí fins al 2008. A les eleccions regionals i cantonals de 2004 el Partit Socialista va guanyar 24 de les 26 regions franceses i dos terços dels cantons renovables en un moment en què la popularitat del 2n govern Raffarin estava en el seu nivell més baix, i el juny següent, el PS va obtenir el 28,9% dels vots a les eleccions europees, un rècord per a aquestes eleccions.
Durant la segona volta de les eleccions presidencials franceses de 2007 que perdé Ségolène Royal, s'oficialitzà la separació de la parella. Després de la derrota dels socialistes a les eleccions presidencials i legislatives del 2007 i les victòries a les municipals i cantonals del 2008, el Congrés de Reims de 2008 havia de marcar la línia general del partit i nomenar un nou primer secretari en substitució de François Hollande i una nova direcció. El congrés va veure la fragmentació en tres sectors, de Martine Aubry, Bertrand Delanoë i Ségolène Royal, oposades sobre el mètode i la personalitat per dirigir el partit. Finalment, el 25 de novembre de 2008, el consell nacional del partit va validar l'elecció de Martine Aubry amb el 50,04% dels vots emesos.
El 2010 François Hollande reconegué oficialment la seva relació amb la periodista Valérie Trierweiler, amb qui vivia des del 2006.

### Les eleccions presidencials del 2012
El 22 d'abril de 2012, amb el 28,63% dels vots (o sigui 10.272.705 vots) a la primera volta de les eleccions, François Hollande es va situar com a millor candidat i es qualificà així per la segona volta que l'oposà el 6 de maig del 2012 al candidat de l'Unió per a un Moviment Popular (UMP), i llavors president francès, Nicolas Sarkozy.
El 6 de maig de 2012, François Hollande guanyà la segona volta, amb el 51,62% dels sufragis davant el seu rival, Nicolas Sarkozy, que obtingué el 48,38% dels vots; així aconseguí d'esdevenir el 24è president de la República francesa. La seva investidura com a nou dirigent de l'estat es feu el 15 de maig de 2012, convertint-se en el segon socialista a prendre possessió de la Cinquena República.

### Presidència de la República
François Hollande es va convertir en President de la República en guanyar la segona volta de les eleccions presidencials franceses de 2012, i el Partit Socialista va aconseguir la majoria absoluta a les eleccions legislatives franceses de 2012. Hollande va escollir Jean-Marc Ayrault com a primer ministre. El 31 de març de 2014 el govern va dimitir en bloc, després que en les eleccions municipals de 2014 va perdre l'administració en unes 155 ciutats i es va posicionar al segon lloc per darrere de la Unió per a un Moviment Popular (UMP),
Hollande nomenà Manuel Valls com a primer ministre amb un govern de coalició de Partit Socialista (PS), Partit Radical d'Esquerra (PRG), Walwari i Cap sur l'avenir (CSA). Valls va dimitir el 25 d'agost de 2014 per permetre'n una remodelació del Gabinet en un context de desavinences al PS, incorporant Parti Écologiste (PÉ) al nou govern. El 27 de gener de 2016 la ministra de Walwari va abandonar el Govern, i l'11 de febrer també van abandonar el govern dos ministres del PÉ.
La seva presidència va experimentar diverses dificultats polítiques, sobretot amb l'augment de l'atur, les protestes pel dret laboral, la lluita contra el terrorisme islamista, que va fer l'Atemptat contra Charlie Hebdo i els atemptats de París del 13 i 14 de novembre, amb més d'un centenar de persones mortes, i el moviment social a la Guaiana Francesa.
Hollande va anunciar l'1 de desembre de 2016 que no optaria a la reelecció a les eleccions presidencials franceses de 2017 a causa del deteriorament de la seva valoració a l'opinió pública. Manuel Valls dimití el 6 de desembre per preparar la seva precandidatura a les eleccions presidencials, sent rellevat per Bernard Cazeneuve. El seu mandat finalitzà el 14 de maig de 2017, després de les eleccions presidencials de 2017, que van veure la victòria del seu exministre d'Economia, Indústria i Afers Digitals Emmanuel Macron.

## Obres
- La gauche bouge, obra col·lectiva escrita amb el pseudònim de Jean-François Trans, editat per Jean-Claude Lattès, 1985.
- L'Heure des choix. Pour une économique politique, amb Pierre Moscovici, 1991, ISBN 2-7381-0146-1.
- L'Idée socialiste aujourd'hui, editat per Omnibus, 2001 (amb altres autors).
- Devoirs de vérité, editat per Stock, 2006.